# Christophe Lavainne
Christophe Lavainne es un ciclista francés nacido en Châteaudun, el 22 de diciembre de 1963. Fue ciclista profesional desde 1984 a 1994.

## Palmarés

### Ruta
| 1984 - Tour de Luxemburgo 1985 - 1 etapa del Tour de Luxemburgo 1987 - 1 etapa del Tour de Francia - 1 etapa del Circuito de la Sarthe | 1988 - 1 etapa del Tour de Irlanda 1990 - Tour de Luxemburgo 1992 - 2 etapas del Herald Sun Tour |

### Ciclocrós
| 1987 - 3.º en el Campeonato Mundial de Ciclocrós - 2.º en el Campeonato de Francia de Ciclocrós 1988 - Campeonato de Francia de Ciclocrós | 1989 - 3.º en el Campeonato Mundial de Ciclocrós - 3.º en el Campeonato de Francia de Ciclocrós 1990 - Campeonato de Francia de Ciclocrós |

## Resultados en las grandes vueltas
| Carrera         | 1984 | 1985 | 1986 | 1987 | 1988 | 1989 | 1990 | 1991 | 1992 | 1993 | 1994 |
| --------------- | ---- | ---- | ---- | ---- | ---- | ---- | ---- | ---- | ---- | ---- | ---- |
| Giro de Italia  | -    | -    | -    | -    | -    | -    | 94.º | -    | -    | -    | -    |
| Tour de Francia | -    | Ab.  | 88.º | 40.º | 67.º | 64.º | Ab.  | 92.º | -    | -    | -    |
| Vuelta a España | -    | -    | 67.º | 69.º | -    | -    | -    | -    | -    | -    | -    |
| Mundial en Ruta | -    | -    | -    | -    | -    | -    | -    | -    | -    | -    | -    |

-: no participa

Ab.: abandono